# Richard Kay-Shuttleworth (2e baron Shuttleworth)
Pour les articles homonymes, voir Ughtred Kay-Shuttleworth.
Richard Ughtred Paul Kay-Shuttleworth, 2e baron Shuttleworth, né le 30 octobre 1913 et tué à la guerre le 8 août 1940, est un militaire et homme politique britannique.

## Biographie
Le titre de baron Shuttleworth de la pairie du Royaume-Uni est créé en 1902 pour son grand-père Ughtred Kay-Shuttleworth, député libéral à la Chambre des communes et sous-secrétaire d'État à l'Inde puis chancelier du duché de Lancastre. Le père de Richard, et fils aîné du 1er baron, est le capitaine Lawrence Kay-Shuttleworth, avocat, tué au combat en 1917 durant la Première Guerre mondiale, la même année que son frère Edward.

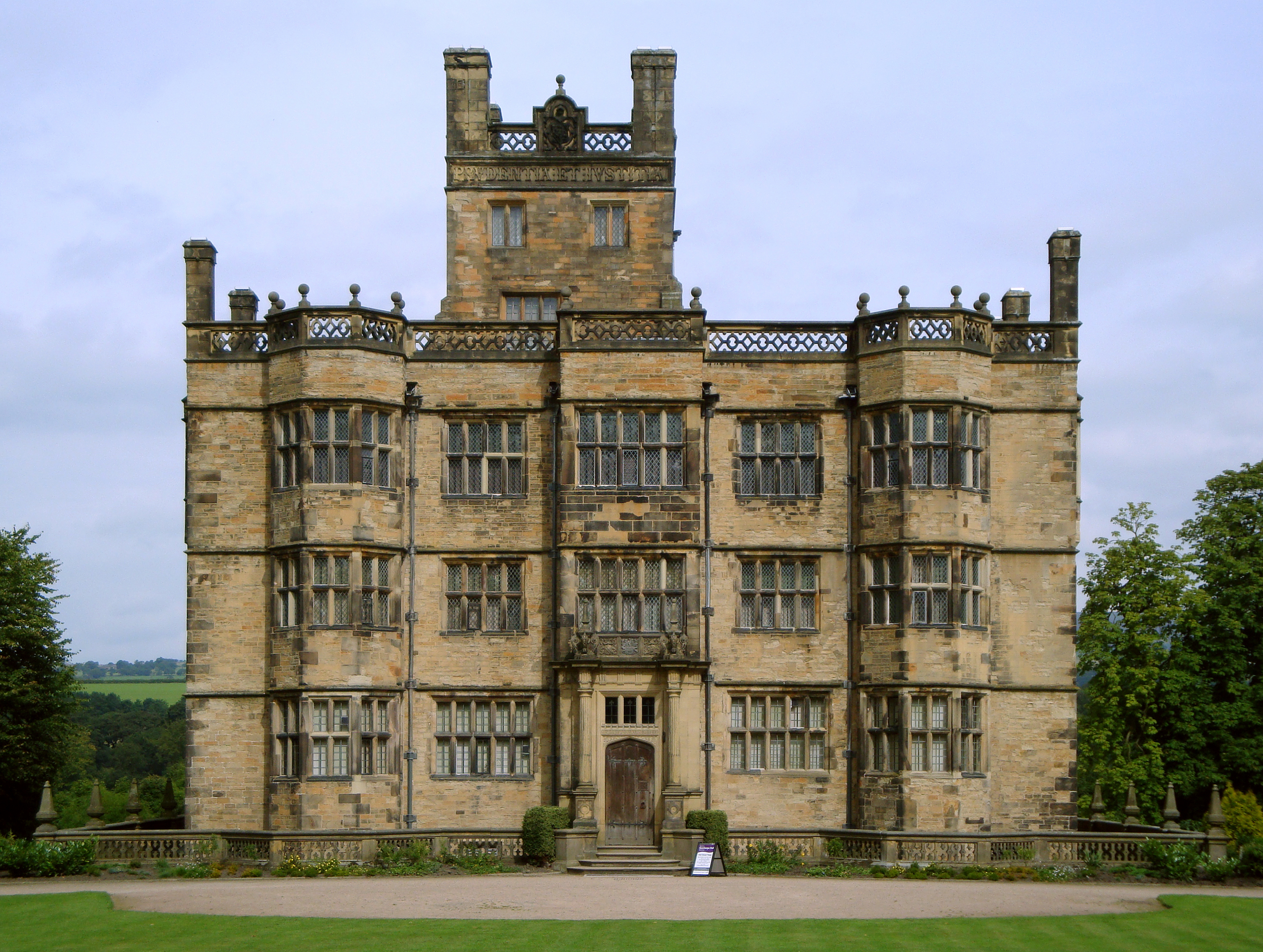
Gawthorpe Hall, manoir du XVIIe siècle de la famille Kay-Shuttleworth.

L'aîné de trois enfants, Richard Kay-Shuttleworth grandit à Gawthorpe Hall, le manoir familial à proximité de Burnley, dans le Lancashire. Scolarisé au collège d'Eton, il étudie ensuite l'Histoire moderne au Balliol College de l'université d'Oxford, où il obtient un diplôme de baccalauréat universitaire ès lettres (Bachelor of Arts). En parallèle à ses études, il suit une formation d'aviateur auprès d'une école de la Royal Air Force ouverte aux étudiants des universités d'Oxford et de Reading. Il devient juge de paix dans le comté du Lancashire et entre en politique, élu au conseil de ce comté en 1937, à l'âge de 23 ans. En 1938, alors que la guerre en Europe se profile, il devient membre de la force de réserve (en) de la Royal Air Force. À la mort de son grand-père en décembre 1939, il devient le 2e baron Shuttleworth, avec le droit de siéger à la Chambre des lords,,.

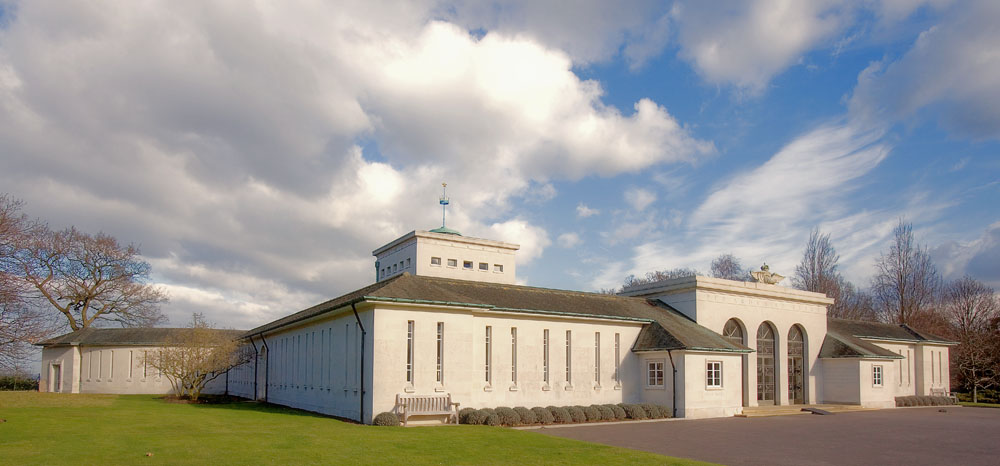
Le Mémorial de Runnymede commémorant les aviateurs sans sépulture des forces armées des pays du Commonwealth.

En septembre 1939, avec l'entame de la Seconde Guerre mondiale, il est appelé à se consacrer à plein temps à la Royal Air Force, où il doit terminer sa formation d'aviateur. À la mort de son grand-père en décembre 1939, il devient le 2e baron Shuttleworth, avec le droit de siéger à la Chambre des lords. En juin 1940, sa formation achevée, il est posté au 145e escadron avec le grade de  flying officer. Le mois suivant débute la bataille d'Angleterre, qui oppose dans les airs la Royal Air Force à la Luftwaffe allemande et à la Regia Aeronautica italienne. Le 11 juillet il participe à abattre un avion de chasse allemand Heinkel He 111 et le 27 juillet il participe à abattre un bombardier allemand Junkers Ju 88. Aux commandes de son chasseur Hawker Hurricane P3163, il est tué lors d'un combat aérien au-dessus de la Manche le 8 août 1940, à l'âge de 26 ans, alors qu'il participe à protéger un convoi au large de l'île de Wight face à des chasseurs Messerschmitt Bf 110 et à des bombardiers allemands,,,.
Son corps n'est jamais retrouvé. Il est commémoré au Mémorial de Runnymede, et est l'un des cinquante-six parlementaires britanniques morts à la Seconde Guerre mondiale et commémorés par un vitrail au palais de Westminster. Puisqu'il est mort sans enfant, c'est son unique frère, Ronald, qui devient le 3e baron Shuttleworth. Le capitaine Ronald Kay-Shuttleworth est tué au combat en 1942 durant la campagne d'Afrique du Nord, et le titre passe à leur cousin Charles, major dans la Royal Horse Artillery, qui survivra à la guerre,,.